# Ranakah
Ranakah je v současné době nečinný komplex lávových dómů v západní části indonéského ostrova Flores, severovýchodně od kaldery Poco Leok. Nejvyšším bodem komplexu a zároveň celého ostrova je Pocok Mandosawa (2 350 m). Až do roku 1987 byla oblast považovaná za nečinnou, ovšem koncem tohoto roku vznikl během explozivní erupce, u úpatí staršího a v současnosti neaktivního dómu Gunung Ranakah nový dóm, zvaný Anak Ranakah (dítě Ranakah).